# 日本頭頸部癌学会
一般社団法人日本頭頸部癌学会（にほんとうけいぶがんがっかい、英: Japan Society for Head and Neck Cancer;JSHNC）とは、頭頸部癌を中心とした学問を取り扱う専門学術団体の一つである。

## 概要
1961年に頭頸部腫瘍研究会として設立。1977年に日本頭頸部腫瘍学会、2005年に日本頭頸部癌学会となる。頭頸部癌にかかわる耳鼻咽喉科、口腔外科、放射線科、形成外科など、多くの診療科の医師・歯科医師が参加している。2006年6月29日現在会員数3000名。 2009年現在、理事長は岸本誠司。

## 本部事務局
- 〒135-0033 東京都江東区深川2-4-11 一ツ橋印刷　学会事務センター内

## 学会誌
- 『頭頸部癌』年4回発刊 ISSN ONLINE:1881-8382　PRINT:1349-5747